# Nässesperrmembran
Eine Nässesperrmembran (auch Hydromembran) ist eine hauchdünne Folie, die zur Herstellung von  atmungsaktiver Wetterschutzbekleidung eingesetzt wird. Die Membran ist wasser- und winddicht, erlaubt jedoch die Verdunstung von Körperschweiß. Die Membranen sind zu fragil, um für sich allein eingesetzt zu werden. Sie werden als Zwischenschicht eingesetzt oder auf Oberstoff, Futterstoff oder wärmende Vlieseinlagen laminiert.

## Arten von Membranen und ihre Funktionsweise

### Mikroporöse Membranen
Die Mikroporen der Membranen sind mit 0,02 bis 1 µm wesentlich kleiner als die kleinsten Wassertropfen von 100 µm, so dass diese die Membranen nicht penetrieren können. Moleküle des zu Dampf verdunsteten Körperschweißes sind üblicherweise kleiner als 40 × 10-6 µm, können durch die Mikroporen hindurch treten und durch Ausnutzen des Kapillarmechanismus nach außen diffundieren. Die erste Membran dieser Art war Gore-Tex, die von W. L. Gore & Associates entwickelt und 1976 in den Markt eingeführt wurde. Die extrudierte Folie aus PTFE wird definiert gereckt, so dass ca. 1,4 Milliarden Mikroporen pro cm² entstehen. Weitere mikroporöse Membranen sind Entrant und Porelle, die auf der Basis von Polyurethanen durch Toray Industries bzw. Porvair hergestellt werden.

### Hydrophile Membranen
Hydrophile Membranen sind grundsätzlich porenlos. Wasserdampf wird an der Oberfläche der Membran adsorbiert, diffundiert durch das Material hindurch und desorbiert auf der anderen Seite. Der Prozess beschleunigt sich durch die Wasserstoffbindungen zwischen Wassermolekülen und den funktionellen Gruppen, die in die Molekülketten eingebaut sind. Eine bekannte Membran dieser Art ist Sympatex, die 1986 als Marke definiert wurde. Sie besteht aus einem modifizierten Polyester, in das Polyethergruppen eingefügt worden sind, um die hydrophilen Eigenschaften zu gewährleisten.